# غلوسترشير
غلوسترشير (بالإنجليزية: Gloucestershire) مقاطعة إنجليزية في جنوب غرب إنجلترا. عاصمتها بلدة غلوستر. المقاطعة جزء من تلال كوستولد ذات الطبيعة الخلابة، يخترق المقاطعة نهر سيفيرن وتقع فيها غابة دين. وردة المقاطعة الرسمية هي نرجس النرسيسيوس.
تحد مقاطعة غلوسترشير كل من ويلز ومقاطعة وارويكشير، اوكسفوردشير، وسومرست ،ويلتشير, وبريستول.
من القرى الموجودة بها بليدنجتون و‌بيبوري.

## أعلام
- بياتريس ويب
- إدوارد براون
- روبرت جنكنسون
- إيرني هنت
- تشارلز بلاغدن
- تشارلز ستورت
- بيتر ليفي
- بي. سي. رن
- ألكساندر الهالسي
- ألكساندر غور آركرايت هور روثفن
- برايان جونز
- ويليام نايت
- باتن غوينيت
- كاثرين بار